# Stazione di Scafati
Stazione di Scafati vasútállomás Olaszországban, Scafati településen.

## Vasútvonalak
Az állomást az alábbi vasútvonalak érintik:
- Nápoly–Battipaglia-vasútvonal

## Kapcsolódó állomások
A vasútállomáshoz az alábbi állomások vannak a legközelebb:
- Stazione di Angri (Stazione di Salerno)
- Stazione di Pompei (Stazione di Napoli Campi Flegrei)